# Hyalinobatrachium valerioi
Hyalinobatrachium valerioi är en groddjursart som först beskrevs av Dunn 1931.  Hyalinobatrachium valerioi ingår i släktet Hyalinobatrachium och familjen glasgrodor. Inga underarter finns listade i Catalogue of Life.

## Utseende
Honor är med en längd av 22 till 26 mm lite större än hannar som blir 19 till 24 mm stora. Känneteknande är ett brett huvud och framåt riktade ögon. Det finns stora sugskål på fingrar och tår samt simhud mellan fingrarna och tårna. Vanligen är huden på ovansidan grön med gula och svarta punkter. Arten har en genomskinlig undersidan så att organen är synliga. Ögats regnbågshinna har en gyllen färg. Även benen i extremiteterna är delvis synliga.

## Utbredning och ekologi
Denna groda har flera från varandra skilda populationer i Central- och norra Sydamerika. Den hittades i Costa Rica, Panama, Colombia och Ecuador. Exemplaren lever i låglandet och i kulliga regioner upp till 500 meter över havet. Habitatet utgörs av fuktiga skogar och buskskogar vid vattenansamlingar. Individerna klättrar på buskar och annan låg växtlighet. Honan lägger äggen på bladens undersida över vatten och de bevakas av hannen. Grodynglens utveckling sker i vattnet. En hanne kan para sig med upp till sju honor och bevakar deras ägg. Per tillfälle läggs cirka 35 ägg. Äggen hotas av getingar. Hannens parningsrop är ett kort pipande.

## Hot
Beståndet hotas av landskapsförändringar och av bekämpningsmedel som ursprungligen är tänkta mot insekter. Flera individer fångas och hölls som terrariedjur. Hela populationen är fortfarande stor. IUCN kategoriserar arten globalt som livskraftig.